# Магасела
Магасела (ісп. Magacela) — муніципалітет в Іспанії, у складі автономної спільноти Естремадура, у провінції Бадахос. Населення — 596 осіб (2010).
Муніципалітет розташований на відстані близько 240 км на південний захід від Мадрида, 110 км на схід від Бадахоса.

## Демографія
Динаміка населення (INE ):